# 多布丽安娜·拉巴德捷耶娃
多布丽安娜·拉巴德捷耶娃（1991年6月14日—）是一名保加利亞女排运动员，司职主攻。现效力于罗马女排俱樂部。
由於拉巴德與保加利亞排球總會存在分歧，所以她再沒有代表國家隊出戰。是少數只打俱樂部而不打國家隊的球員。